# Saint chrême
« Chrême » redirige ici. Pour l’article homophone, voir Crème.

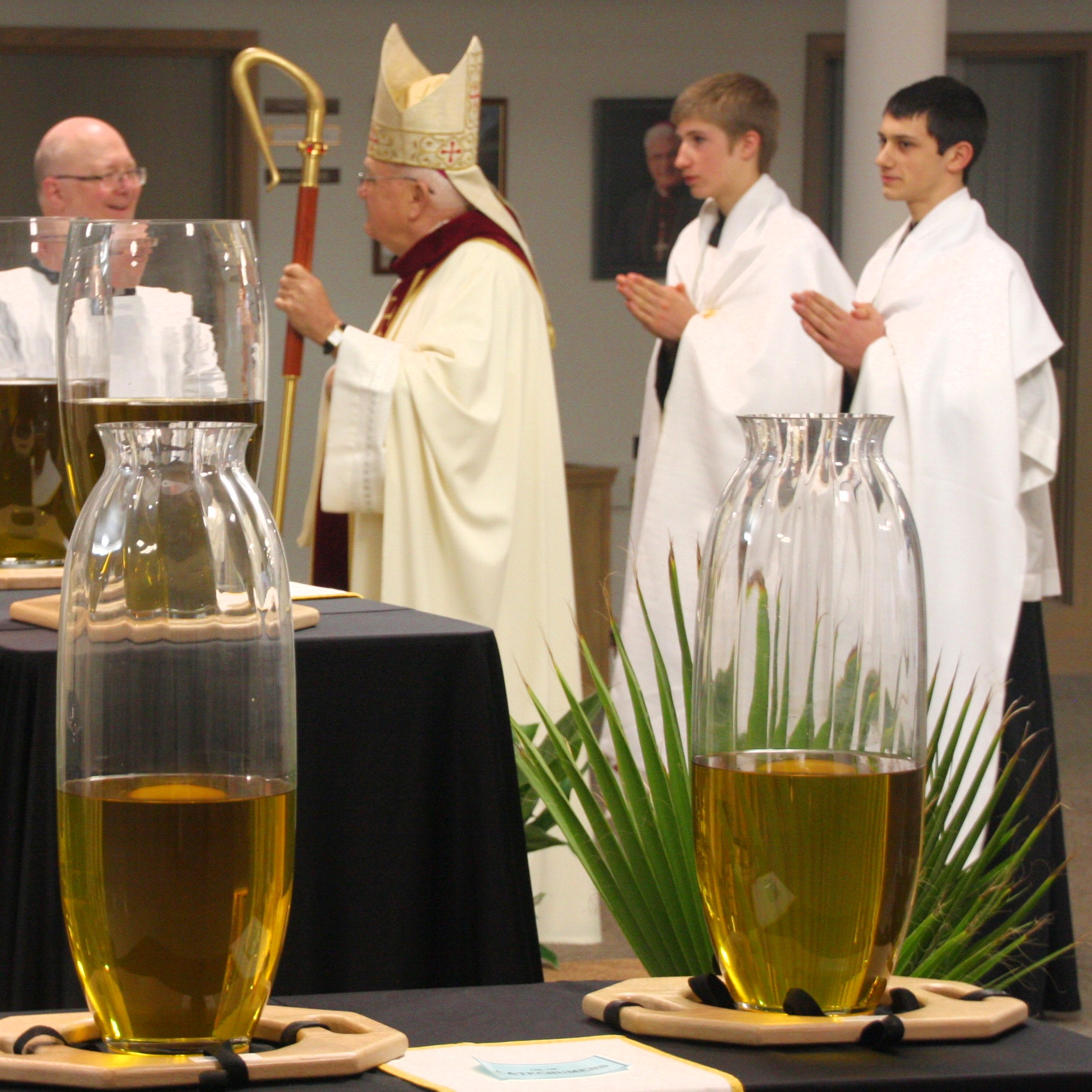
Jarres d'huiles saintes durant une messe chrismale.

Le saint chrême (du grec χρῖσμα / khrĩsma, « onguent, parfum »), aussi appelée huile sainte ou huile chrismale, est un mélange d'huile végétale naturelle et de parfums, destiné à l'onction et utilisé dans le baptême, la confirmation et l'ordination qui sont des sacrements, et lors de la consécration d'une église ou de son autel. Le saint chrême est l'une des trois sortes d'huile sainte utilisées dans la liturgie de plusieurs Églises ; les autres étant l'huile des catéchumènes, et l'huile des malades.

## Composition
Le saint chrême est un mélange d'huile végétale naturelle et de « baume de Judée ». Selon Migne, ce baume est une espèce de résine très odorante qu'on retire, par incision, de l'arbre nommé Commiphora opobalsamum, qui pousse en Arabie et en Judée. Ce mélange est considéré comme l'emblème de la douceur et de la bonne odeur des vertus chrétiennes d'un disciple de Jésus-Christ (cf. l'odeur de sainteté). Dans le rite byzantin, plus particulièrement chez les Arméniens, le saint chrême, appelé myron, est également composé d'huile d'olive et de baume, mais on y ajoute d'autres substances odoriférantes. Les maronites ajoutent à l'huile d'olive et au baume, du safran, de la cannelle, de l'essence de rose, de l'encens blanc, etc.

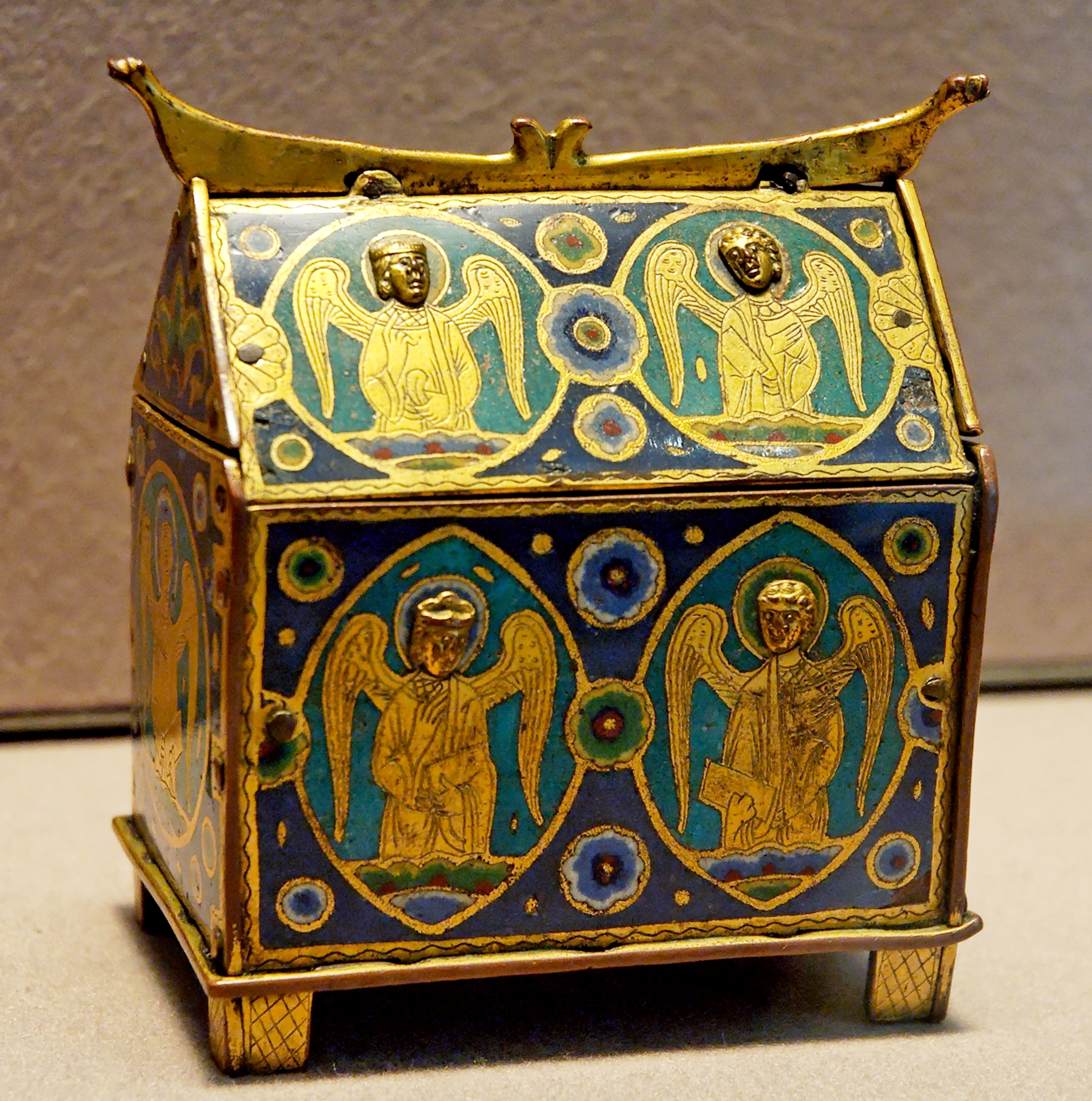
Boîte aux saintes huiles, décorée d'anges. Émail champlevé sur cuivre doré, début du XIIIe siècle, Limoges.

La base du mélange est, traditionnellement, l'huile d'olive, comme pour les autres huiles saintes. Migne considère qu'il n'y a « à proprement parler d'autre huile que celle qui est exprimée du fruit d'olivier, oleum ex oliva ». saint Cyrille de Jérusalem y fait allusion par ces paroles qu'il adresse aux fidèles nouvellement baptisés : « Vous avez été oints d'huile exorcisée et ainsi vous avez participé aux fruits de l'olivier fécond qui est Jésus-Christ ». Cependant, la législation actuelle de l'Église latine permet d'employer d'autres huiles végétales pour la confection des saintes huiles.
L'huile utilisée pour les onctions lors du sacre des rois de France était du saint chrême auquel on ajoutait une parcelle du contenu de la sainte ampoule, qui selon la tradition (évoquée par Hincmar, évêque de Reims de 845 à 882) aurait été apportée on ne sait d'où par une vraie colombe (qu'on a voulu reconnaître comme symbolique de l'Esprit Saint) lors du baptême de Clovis par l'évêque saint Remi.

## Bénédiction du saint chrême
Le saint chrême est béni et consacré par l'évêque au cours de la messe chrismale, messe réunissant tous les prêtres d'un diocèse autour de leur évêque. Cette messe a lieu le Jeudi saint, mais elle peut être, et est souvent, déplacée au lundi, mardi ou mercredi de la Semaine sainte afin de pouvoir rassembler plus facilement les prêtres du diocèse.

## Utilisation du saint chrême

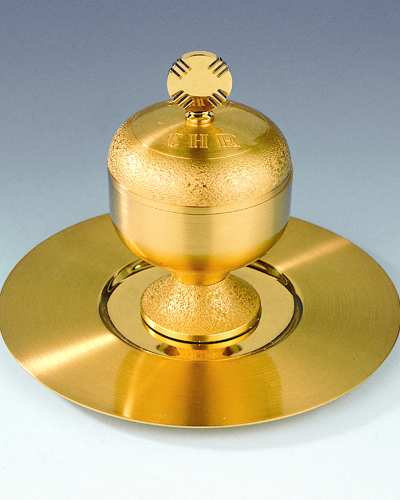
Vase aux saintes huiles.

Le saint chrême est signe de la bénédiction de Dieu à soutenir par la prière. L'Église en fait usage dans les sacrements de baptême, de confirmation, dans la consécration des évêques et celle du calice et de la patène, dans la fabrication et la bénédiction des Agnus Dei, ainsi que dans la bénédiction des cloches[réf. nécessaire].

### Cérémonie de dédicace et les onctions de l'autel et d'une église catholique
Lors de consécrations et bénédictions des autels des églises catholiques — toujours faites exclusivement par un haut membre de la hiérarchie ecclésiale, soit un évêque, soit un archevêque, soit un cardinal, soit par le pape —. Ceci est fait en prononçant des prières et des formules consacrées et codifiées, avant, pendant et après, accompagnées d'hymnes lors de chaque étape, et le rituel suit les étapes suivantes :
1. prières et dédicace : après la lecture de l'Évangile et l'homélie, suit la cérémonie de dédicace et les onctions et comprend :
  - l'officiant retire son surplis de cérémonie et sa mitre,
  - la supplication litanique,
  - la litanie des saints est chantée.

2. l'onction de l'autel et de l'église :
  - l'officiant prononce la prière de dédicace ; ensuite, les avant-bras dénudés jusqu'aux coudes,
  - sur un autel complètement découvert (sans revêtement ni aucune ornementation), il verse le saint chrême sur les quatre coins de l'autel en formant des croix de cette huile sacrée en l'étalant de sa paume droite,
  - le saint chrême est ensuite répandu sur toute la surface de l'autel, toujours étalé de la paume droite de l'officiant, en faisant progressivement tout le tour de l'autel,
  - ensuite, les prêtres oignent les murs de l'église avec le saint chrême à des endroits précis et codifiés,
  - une hymne s'élève pendant cette onction ; ensuite vient :

3. l'encensement de l'autel et de l'église :
  - l'officiant prononce la prière de l'encensement ; ensuite,
  - il encense l'autel en mettant de l'encens sur les quatre coins et en le faisant brûler ; et,
  - pendant cela, un prêtre procède à l'encensement du pourtour de l'autel puis de l'église ;
  - une hymne s'élève pendant cet encensement ; ensuite vient :

4. l'illumination de l'autel et de l'église :
  - l'officiant prononce la prière de l'illumination ; ensuite,
  - sur une surface protectrice, un petit feu est allumé au centre de l'autel ; finalement,
  - l'officiant prend un cierge qu'il allume à ce feu pour ensuite en allumer d'autres cierges qui sont ensuite installés aux quatre coins de l'église,
  - une autre hymne s'élève pendant cette illumination,
  - on recouvre alors les avant-bras de l'officiant par ses manches et on lui remet sur les épaules son surplis pontifical ainsi que la mitre sur son front,

5. l'autel est recouvert d'un linge (nappe) par les prêtres, et la célébration de la messe se poursuit alors avec la profession de foi (symbole de Nicée-Constantinople).